# Balinese tijger
De Balinese tijger (Panthera tigris balica) is een van de uitgestorven ondersoorten van de tijger (Panthera tigris). Het was de kleinste van alle ondersoorten en geldt sinds 1937 als uitgestorven. Dit kwam doordat Bali een klein eiland is waardoor de ondersoort een beperkt leefgebied had en kwetsbaar was voor habitatvernietiging. Door de bevolkingsgroei en de opkomst van het toerisme werd hun leefgebied al snel kleiner, waardoor het dier uitstierf.
De Balinese tijger leek sterk op de Javaanse tijger (P. t. sondaica). Sinds 2017 vormen deze twee ondersoorten samen met de Sumatraanse tijger één ondersoort, P. t. sondaica.
Veel inwoners van het Indonesische eiland beweren nog jaren na het uitsterven van deze ondersoort, tijgers in het wild te hebben gezien op Bali. Ze kunnen in de war zijn geraakt met het zien van een Javaans luipaard, die ook op Bali voorkwam, die ongeveer dezelfde grootte had als de Balinese tijger. Sommige speculaties toonden wel aan dat er duidelijk nog een paar exemplaren na 1937, zouden moeten hebben geleefd op Bali. Misschien in de jaren 1940 en mogelijk in de jaren 1950 kunnen er nog een paar in leven zijn geweest, maar dit is zeer onwaarschijnlijk. De laatste bekende en getelde Balinese tijger werd doodgeschoten tussen 1936 en 1938. Pas in 2008 werd deze tijger als uitgestorven geplaatst op de Rode Lijst van de IUCN.
Sinds de komst van de Nederlandse kolonialisten is de populatie Balinese tijgers afgenomen als gevolg van de massale jacht, waardoor er aan het begin van de 20e eeuw nog slechts honderden Balinese tijgers overbleven.
Siberische tijger (P. t. altaica) · Noord-Indochinese tijger (P. t. amoyensis) · Balinese tijger (P. t. balica) · Chinese tijger (P. t. corbetti) · Maleise tijger (P. t. jacksoni) · Javaanse tijger (P. t. sondaica) · Sumatraanse tijger (P. t. sumatrae) · Bengaalse tijger (P. t. tigris) · Kaspische tijger (P. t. virgata)